# Mary Phillip
Mary Phillip, née le 14 mars 1977 à Peckham, est une footballeuse britannique.

## Biographie
Mary est une joueuse polyvalente puisqu'elle a joué aux quatre postes de la défense mais aussi en milieu de terrain. Elle est à Arsenal depuis 2004 et avait passé les trois précédentes saisons avec Fulham FC Ladies.
Mary fait ses débuts avec la sélection nationale en 1996 alors qu'elle joue à Millwall avec Hope Powell, l'actuel sélectionneur de l'équipe nationale.
Elle se retirera quelque temps des terrains pour accoucher. Elle a aujourd'hui deux enfants.
Elle revient en 2002 lors de l'Algarve Cup.
Mary Phillip était la capitaine de l'équipe de Fulham qui remporta la Coupe d'Angleterre de football féminine en mai 2003 devant 10 000 spectateurs et 1,9 million de personnes devant leur poste sur la BBC.
À la fin de la saison 2008 elle a quitté Arsenal pour rejoindre Chelsea. En octobre 2008 Phillip a pris sa retraite, à l'âge de 31 ans.

## Carrière internationale
Quand Faye White est absente, comme durant la majorité de la saison 2006-07, Mary est capitaine de la sélection. Elle a ainsi mené son pays à la qualification pour le mondial 2007 aux dépens de  la France (1-1). Elle compte aujourd'hui 65 sélections nationales mais n'a pour autant jamais marqué le moindre but. C'est logiquement qu'en août 2007 elle est sélectionnée pour la phase finale de la compétition.

## Divers
- Ses joueurs favoris sont Pelé, Ian Rush, Ian Wright, John Barnes et Franco Baresi[3].